# ASP.NET Core
ASP.NET Core es un framework web gratis de código abierto y con un mayor rendimiento que ASP.NET, desarrollado por Microsoft y la comunidad. Es un framework modular que se ejecuta completo tanto en el .NET Framework de Windows como en multiplataforma. .NET Core. Sin embargo ASP.NET versión Core 3 sólo funciona en .NET Core dejando el soporte de .NET Framework.
El framework se reescribió por completo unificando aquello anteriormente separado ASP.NET MVC y ASP.Web NET API a un modelo de programación único.
Originalmente considerado ASP.NET vNext, el framework se iba a llamar ASP.NET 5 cuando estuviera listo. Pero para evitar que se considerara como una actualización del ya existente framework de ASP.NET, Microsoft más tarde cambió el nombre a ASP.Core en la liberación 1.0.